# Biaki bozótkakukk
A biaki bozótkakukk (Centropus chalybeus) a madarak osztályának kakukkalakúak (Cuculiformes) rendjébe, ezen belül a kakukkfélék (Cuculidae) családjába tartozó faj.

## Rendszerezése
A fajt Tommaso Salvadori olasz ornitológus írta le 1875-ben, a Nesocentor nembe Nesocentor chalybeus néven.

## Előfordulása
Indonézia területén honos, ott is kizárólag Biak szigetén él. Természetes élőhelyei a szubtrópusi és trópusi síkvidéki esőerdők. Nem vonuló faj.

## Megjelenése
Testhossza 44–46 centiméter.

## Természetvédelmi helyzete
Az elterjedési területe elég kicsi, egyedszáma 15000 példány alatti és csökken. A Természetvédelmi Világszövetség Vörös listáján mérsékelten fenyegetett fajként szerepel.

## További információ
- Képek az interneten a fajról
- Ibc.lynxeds.com
- Xeno-canto.org - a faj hangja és elterjedési területe